# MusicXML
MusicXML ist ein offenes Dateiformat zum Austausch von Musiknoten in moderner westlicher Notenschrift.

## Allgemeines
Das Unternehmen Recordare LLC pflegte und publizierte das von Michael Good entworfene Austauschformat seit 2004 und entwickelte und vertrieb Plug-ins (Dolet) für die Notensatzprogramme Sibelius und Finale. Im November 2011 kaufte der Hersteller des Notensatzprogramms Finale (Make Music Inc.) das Unternehmen Recordare und damit auch die Rechte an MusicXML.
MusicXML wurde komplett in einem offiziellen Standard-Format, der Extensible Markup Language (XML), realisiert und ist dadurch sehr flexibel und erweiterbar.
Das ursprüngliche Design ist im Wesentlichen eine XML-Umsetzung des MuseData-Formates, ergänzt um wesentliche Konzepte des Humdrum-Formates (beides akademische Formate) und weitere Wichtigkeiten.
Die Dokumenttypdefinition (DTD) des Formates ist frei zugänglich und steht unter einer eigenen, denen des World Wide Web Consortium (W3C) nachempfundenen Lizenz, die jedem die gebührenfreie Nutzung ermöglicht.
MusicXML löste das bis dahin verwendete Notation Interchange File Format ab. Mittlerweile unterstützen alle gängigen Notensatzprogramme und einige Sequenzer den Im- und Export von MusicXML-Dateien.
Zulässige Suffixe für MusicXML-Dateien sind *.musicxml (unkomprimiert, seit Version 4, vormals *.xml) und *.mxl (komprimiert mittels ZIP).

## Beispiel
Um einen Takt (measure) im Violinschlüssel (clef), 4/4-Takt (time) und in C-Dur (key) mit einer Note (note) – dem eingestrichenen C als ganze Note – darzustellen, wird folgendes Mark-up benötigt:
```
<?xml version="1.0" encoding="UTF-8" standalone="no"?>

<!DOCTYPE score-partwise PUBLIC

    "-//Recordare//DTD MusicXML 2.0 Partwise//EN"

    "http://www.musicxml.org/dtds/partwise.dtd">

<score-partwise
 
version=
"2.0"
>

  
<part-list>

    
<score-part
 
id=
"P1"
>

      
<part-name>
Test
</part-name>

    
</score-part>

  
</part-list>

  
<part
 
id=
"P1"
>

    
<measure
 
number=
"1"
>

      
<attributes>

        
<divisions>
1
</divisions>

        
<clef>

          
<sign>
G
</sign>

          
<line>
2
</line>

        
</clef>

        
<time>

          
<beats>
4
</beats>

          
<beat-type>
4
</beat-type>

        
</time>

        
<key>

          
<fifths>
0
</fifths>

        
</key>

      
</attributes>

      
<note>

        
<pitch>

          
<step>
C
</step>

          
<octave>
4
</octave>

        
</pitch>

        
<duration>
4
</duration>

        
<type>
whole
</type>

      
</note>

    
</measure>

  
</part>

</score-partwise>

```

In Standard-Notation umgesetzt ergibt das: